# Brigitte Reimann
Brigitte Reimann, född 1933 i Burg bei Magdeburg, död 1973 i Östberlin, var en tysk författare.  

## Biografi
Brigitte Reimann beslöt sig för att bli författare när hon som 14-åring fick polio och tvingades tillbringa ett halvår i isolering. Efter studenten arbetade hon som lärare och debuterade 1955 med romanen Der Tod der schönen Helena. Reimann rönte stor uppmärksamhet med sin roman Ankunft im Alltag (1961) och blev en av förgrundgestalterna i den nya östtyska litteraturen. Reimann skildrade hur människor efter en tids ideologisk idealism blev tvungna att ställa om sig till en vardag i DDR, och hur de därigenom utvecklades som människor genom att sätta sin tillit till socialismen.
Brigitte Reimann dog av cancer 1973; hennes stora, och i Östtyskland kontroversiella, roman Franziska Linkerhand publicerades postumt och filmatiserades som Unser kurzes Leben (1981). Den under 90-talet utgivna brevväxlingen med Christa Wolf, Sei gegrüßt und lebe (1993), samt dagboken Ich bedaure nichts (1997) gjorde Reimann till ett namn även i forna Västtyskland. Den tyska kritikern Marcel Reich-Ranicki skrev efter att ha läst dagböckerna att han aldrig läst en kvinnlig författare "där begäret efter kärlek skildrats med en sådan sinnlighet och intensitet".

## Verk
- 1955: Der Tod der schönen Helena (roman)
- 1956: Die Frau am Pranger (roman), Kinder von Hellas (roman)
- 1960: Das Geständnis (roman),
- 1961: Ankunft im Alltag (roman)
- 1963: Die Geschwister (roman)
- 1965: Das grüne Licht der Steppen (dagbok från Sibirien)
- 1974: Franziska Linkerhand (ofulländad roman)
- 1993: Sei gegrüßt und lebe (brevväxling 1964 till 1973 med Christa Wolf)
- 1997: Ich bedaure nichts (dagböcker 1955 till 1963)